# Patellapis tenuicincta
Patellapis tenuicincta is een vliesvleugelig insect uit de familie Halictidae. De wetenschappelijke naam van de soort werd voor het eerst geldig gepubliceerd in 1939 door Theodore Dru Alison Cockerell.